# Club Atlético Boca Juniors (futsal)
La section futsal du CA Boca Juniors est créée en 1986 et est basée à Buenos Aires.

## Histoire
Le Club Atlético Boca Juniors est précurseur de l’émergence du futsal en Argentine et débute lors du premier championnat argentin en 1986.
En 2014, Boca Juniors devient la première (et toujours seule en 2022) équipe argentine à disputer une finale de Copa Libertadores, perdue 3-2 face aux Brésiliens d’Erechim.
En 2019, Boca entraîné par Hernán Basile dispute la Coupe internationale des clubs face au FC Barcelone (3-1 ap) en demi-finale, puis à Magnus contre qui il perd la finale aux tirs au but (2-2 tab 1-3).

## Palmarès
En 2019, Boca perd en finale de la Coupe internationale des clubs contre Magnus (2-2 t. a. b. 1-3).
Sur le plan continental, Boca Juniors est en 2022 la seule équipe d’Argentine à avoir disputé une finale de Copa Libertadores, perdue 3-2 face aux Brésiliens d’Atlântico Erechim en 2014. En 2015, l’équipe xeneize perd la finale de la Zone sud de la Libertadores face au Kirin de la star mondiale Falcão.
En Argentine en 2022, la section futsal du CA Boca Juniors est le deuxième club le plus sacré de Division de Honor (treize titres de champion), et le seul club de futsal AFA à avoir joué toutes les saisons de première division.
- Coupe intercontinentale
  - finaliste : 2019
- Copa Libertadores
  - finaliste : 2014
  - finaliste Zone sud : 2015
- Championnat d'Argentine - Division de Honor (13)
  - Champion : 1992, 1993, Clausura 1997, Apertura 1998, Clausura 2003, Clausura 2011, Apertura 2012, Apertura 2013, Clausura 2013, Clausura 2014, Apertura 2014, 2017 et 2020
  - Vice-champion : 1991, 1994, 1995, 1996, Clausura 2000, Apertura 2001, Clausura 2001, 2016, 2019
- Coupe d'Argentine
  - Finaliste : 2015 et 2019
- Tournoi national / Ligue nationale de futsal (5)
  - Vainqueur : 2012, 2013, 2014, 2015 et 2017
  - Finaliste : 2009, 2010, 2018 et 2019
- Supercoupe d'Argentine (3)
  - Vainqueur : 2018, 2019 et 2022

## Structure du club
Le siège du club est situé Arzobispo Espinosa 550 à Buenos Aires.
Tout près du quartier de la Bombonera, la formation évolue au Polideportivo Quinquela.

## Personnalités

### Entraîneurs
Hernán Garcias (it) est entraîneur de début 2016 à fin 2018. Il permet à l'équipe d'être championne 2017, vainqueur du tournoi national 2017 et de la Supercoupe 2018.
Champion avec Kimberley en 2015 et 2016 puis adjoint de Garcias depuis mi-2018, Hernán Basile est nommé entraîneur de Boca en début d'année 2019. Hernán Garcias prend le poste de directeur technique. Vainqueur de la supercoupe 2019 et qualifiant l'équipe pour cinq finales, dont celle la finale de la Coupe du monde des clubs, Hernan Basile démissionne début décembre 2019.
- 2016-2018 :  Hernán Garcias (it)
- 2019 :  Hernán Basile
- depuis 2019 :  Hernán Garcias (it)

### Effectif 2020
Les postes mentionnés se réfèrent à ceux du football. Comprendre que « A - attaquant » désigne les « pivots » et « M - milieu de terrain » les « ailiers ».

## Rivalités
L’un des vrais classiques du futsal argentin est contre le Club Pinocho, du quartier de Villa Urquiza à Buenos Aires. Les deux clubs s’affrontent régulièrement dans « El Clásico del futsal argentino », entre les deux clubs les plus titrés du championnat. Ces deux équipes qui fournissent la plupart des meilleurs joueurs de l’équipe nationale d’Argentine AFA.
Boca Futsal joue aussi le « Superclassic » du futsal argentin face à l’éternel rival au football : River Plate. Ce derby est influencé par le Superclásico sur herbe, mais n'y présente pas autant d'animosité. Il en est de même pour la rivalité entretenue face à San Lorenzo, un des tous meilleurs clubs de futsal du pays et également section d’un club de football.